# Carlo Ricciotti
Carlo Ricciotti (Frosinone (Italië), 11 juli 1675 - Den Haag, 13 juli 1756) was een Italiaans violist, uitgever en impresario. Ricciotti was ook bekend onder de naam Charles Bachiche en had de bijnaam Bacciccia. Over Ricciotti's leven is niet veel bekend. Wel vermeldt  het trouwboek van den Haag "dato 25 Juni 1712 sijn bij ons in den huweliken staat »bevestigt op attestatie van den 18 Junij uyt den Haege Chaarl Francois Richotti, J. M. (jongman) geboren in Italien met Catharina Pruijmboom, J. D. (jongedochter) geboren te Gouda, beyde wonende in den Haege.”. Hij werd opgeleid in achtereenvolgens Napels en Rome. Hij maakte deel uit van een Franstalig operagezelschap in Den Haag van 1702 tot 1725, waarvan hij uiteindelijk de leider zou worden. 
Ricciotti heeft bekendheid gekregen doordat de zes Concerti Armonici gecomponeerd door Unico Wilhelm van Wassenaer lange tijd aan hem werden toegeschreven. 
In 1740 kreeg Ricciotti de opdracht de zes Concerti Armonici te drukken die anoniem waren geschreven door graaf Unico Wilhelm van Wassenaer. Vervolgens werden ze in 1755 uitgegeven door de Londense drukker-uitgever John Walsh die, omdat anonieme werken in de tijd niet verkochten, de concerten toeschreef aan Carlo Ricciotti. Hierdoor ontstond de verwarring, die pas in 1979 opgelost zou worden. 
De Poolse componist François Lessel (1780?-1835) schreef de concerten aanvankelijk toe aan Giovanni Battista Pergolesi. De stijl van de concerten is namelijk Italiaans, volgens Romeinse traditie geschreven met vier vioolpartijen en elk bestaand uit vier delen in plaats van de Venetiaanse drie delen, wat destijds gebruikelijker was; ze zijn vergelijkbaar met het werk van Pietro Locatelli. In 1979 werd een handschrift van de zes concerten gevonden in de archieven van Kasteel Twickel, het kasteel van Van Wassenaer, met het opschrift Concerti Armonici. Hoewel het handschrift niet dat van Van Wassenaer is, bevat het handschrift wel een inleiding van zijn hand, luidend: "Partition de mes concerts gravez par le Sr. Ricciotti" (partituur van mijn concerten, gedrukt door Dhr. Ricciotti). Research van de musicoloog Albert Dunning (A Master Unmasked, Utrecht 1980) heeft vervolgens op overtuigende wijze aangetoond dat de 'Concerti Armonici' van de hand van Van Wassenaer zijn, en dus niet van Carlo Ricciotti.